# Merzkirchen

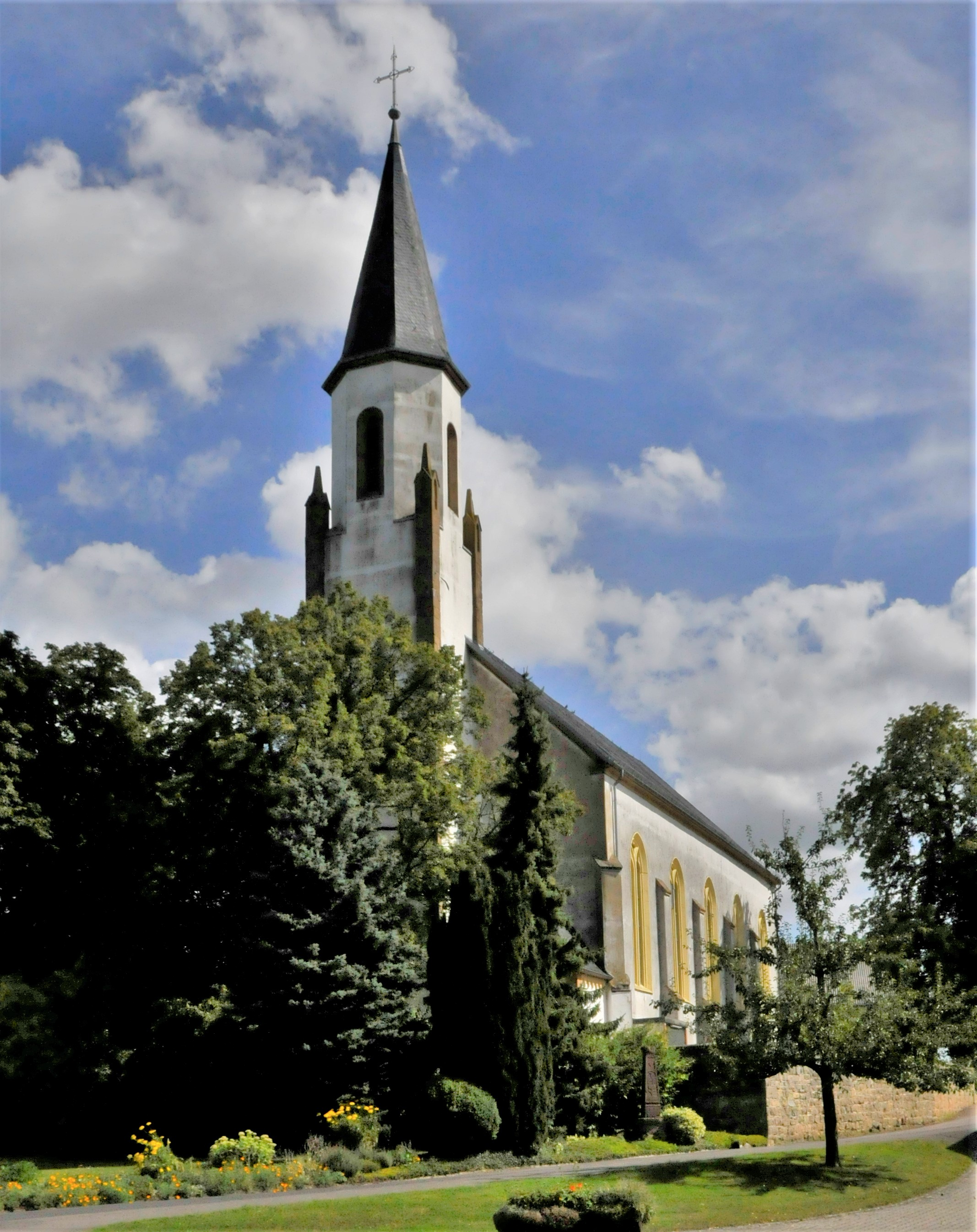
Dorfkirche St. Martin

Merzkirchen ist eine Ortsgemeinde im Landkreis Trier-Saarburg in Rheinland-Pfalz. Sie gehört der Verbandsgemeinde Saarburg-Kell an.

## Geographische Lage
Merzkirchen liegt auf dem Saargau, etwa sieben Kilometer östlich der Landesgrenze zu Luxemburg und sechs Kilometer südwestlich von Saarburg am Treffpunkt der Landesstraße 132 (nach Saarburg) und Landesstraße 134 (nach Wincheringen/Bundesstraße 419).
Die höchste Erhebung in der Nähe des Ortes ist mit 410 m ü. NHN der Zöllenter Berg.

### Ortsteile
Zur Ortsgemeinde Merzkirchen gehören die Ortsteile (Ortsbezirke):
- Merzkirchen
- Körrig, 2.160 m nördlich
- Südlingen, 2.460 m südwestlich
- Dittlingen, 940 m südwestlich
- Rommelfangen, 1.830 m westnordwestlich
- Kelsen, 1.390 m südöstlich
- Portz, 1.180 m östlich

Zur Gemeinde gehören zudem die Wohnplätze Im Gründchen, Heidehof, Michelshof (Ortsbezirk Merzkirchen), In den vier Morgen (Körrig), Lindenhof und Waldhof (Portz).

## Geschichte
Am 18. Juli 1946 wurden von der französischen Militärregierung insgesamt 81 Gemeinden der Landkreise Trier und Saarburg dem Saarland zugeordnet, das zu der Zeit nicht mehr dem Alliierten Kontrollrat unterstand. Hierzu zählten auch die sechs seinerzeit eigenständigen Gemeinden auf dem heutigen Gemeindegebiet vom Merzkirchen. Am 8. Juni 1947 wurde diese territoriale Ausgliederung bis auf 20 Gemeinden wieder zurückgenommen, somit kam das gesamte heutige Gemeindegebiet an das im Jahr 1946 neu gebildete Land Rheinland-Pfalz.
Die heutige Ortsgemeinde wurde am 16. März 1974 aus den zuvor eigenständigen und aufgelösten Gemeinden Dittlingen, Kelsen, Körrig, Portz, Rommelfangen und Südlingen unter dem Namen Merzkirchen neu gebildet.
Bevölkerungsentwicklung
Die Entwicklung der Einwohnerzahl von Merzkirchen bezogen auf das heutige Gemeindegebiet, die Werte von 1871 bis 1987 beruhen auf Volkszählungen:
| Jahr | Einwohner |
| ---- | --------- |
| 1815 | 768       |
| 1835 | 869       |
| 1871 | 815       |
| 1905 | 935       |
| 1939 | 912       |
| 1950 | 916       |
| 1961 | 776       |
| 1970 | 713       |

| Jahr | Einwohner |
| ---- | --------- |
| 1987 | 624       |
| 2005 | 669       |
| 2010 | 697       |
| 2011 | 708       |
| 2012 | 719       |
| 2014 | 766       |
| 2016 | 803       |
| 2018 | 824       |

| Jahr | Einwohner |
| ---- | --------- |
| 2019 | 827       |
| 2020 | 839       |
| 2021 | 822       |
| 2022 | 842       |

## Politik

### Gemeinderat
Der Ortsgemeinderat in Merzkirchen besteht aus zwölf Ratsmitgliedern, die bei der Kommunalwahl am 9. Juni 2024 in einer personalisierten Verhältniswahl gewählt wurden, und dem ehrenamtlichen Ortsbürgermeister als Vorsitzendem.
Die Sitzverteilung im Ortsgemeinderat:
| Wahl | SPD | CDU | WG1 * | WG2 | Gesamt   |
| ---- | --- | --- | ----- | --- | -------- |
| 2024 | –   | 7   | 5     | –   | 12 Sitze |
| 2019 | –   | 7   | 5     | –   | 12 Sitze |
| 2014 | 3   | 6   | 3     | –   | 12 Sitze |
| 2009 | 2   | 5   | 1     | 4   | 12 Sitze |
| 2004 | 3   | 8   | 1     | –   | 12 Sitze |

### Bürgermeister
Peter Hemmerling (CDU) wurde am 3. Juli 2019 Ortsbürgermeister von Merzkirchen. Bei der Direktwahl am 26. Mai 2019 war er mit einem Stimmenanteil von 82,86 % gewählt worden. Bei der Direktwahl am 9. Juni 2024 wurde er als einziger Bewerber mit 80,0 % für weitere fünf Jahre wiedergewählt.
Hemmerlings Vorgänger Martin Lutz hatte das Amt 20 Jahre ausgeübt.

### Wappen
| Wappen von Merzkirchen | Blasonierung: „Im blauen Schild eine silberne Kirche, im rechten Obereck in Silber das rote kurtrierische Kreuz, im linken Obereck neunmal von Silber und Blau geteilt.“ |
| Wappen von Merzkirchen | Wappenbegründung: Merzkirchen ist als Gemeinde durch Landesgesetz mit dem 17. März 1974 neu gebildet worden aus den bis dahin eigenständigen Gemeinden Dittlingen, Kelsen, Körrig, Portz, Rommelfangen und Südlingen. Martinskirchen, Merteskirchen, Merzkirchen bildet bereits seit Jahrhunderten den Mittelpunkt des jetzigen Gemeindegebietes. Die alte kirchliche Gliederung ist jetzt auch kommunale. 1803 zählten alle genannten Orte zur Pfarrei Merzkirchen, außer Kelsen, das zu Kirf gehörte; es kam 1859 von Kirf zu Merzkirchen. Der Ortsname ist Hinweis auf die Martinus-Kirche und aus dieser Bezeichnung gebildet. In der Form des redenden Wappens steht die Martinuskirche für den Gemeindenamen Merzkirchen im Wappen. Die früheren Gemeinden Kelsen, Portz, Rommelfangen, Südlingen und ein Teil von Körrig gehörten bis um 1800 zu Kurtrier. Für sie steht im rechten Obereck des Wappens das kurtrierische Kreuz. Dittlingen und der andere Teil von Körrig unterstanden der luxemburgischen Landeshoheit. Für sie steht im linken Obereck der Luxemburger Schild. |

### Ortsbezirk
Der Ortsteil Merzkirchen ist gemäß Hauptsatzung einer von sieben Ortsbezirken der Ortsgemeinde Merzkirchen. Der Bezirk umfasst das Gebiet der ehemaligen Gemeinde. Auf die Bildung eines Ortsbeirats wurde verzichtet. Die Interessen des Ortsbezirks werden von einem Ortsvorsteher vertreten.
Walter Kaudy wurde am 11. September 2024 Ortsvorsteher von Merzkirchen. Bei der Direktwahl am 9. Juni 2024 war er als einziger Bewerber mit einem Stimmenanteil von 83,3 % für fünf Jahre gewählt worden.
Seine Vorgänger waren seit Juli 2019 Scarlett Hensgen (CDU) und zuvor Peter Hemmerling (CDU), der seit 2019 Ortsbürgermeister der Gemeinde ist.

## Kultur und Sehenswürdigkeiten

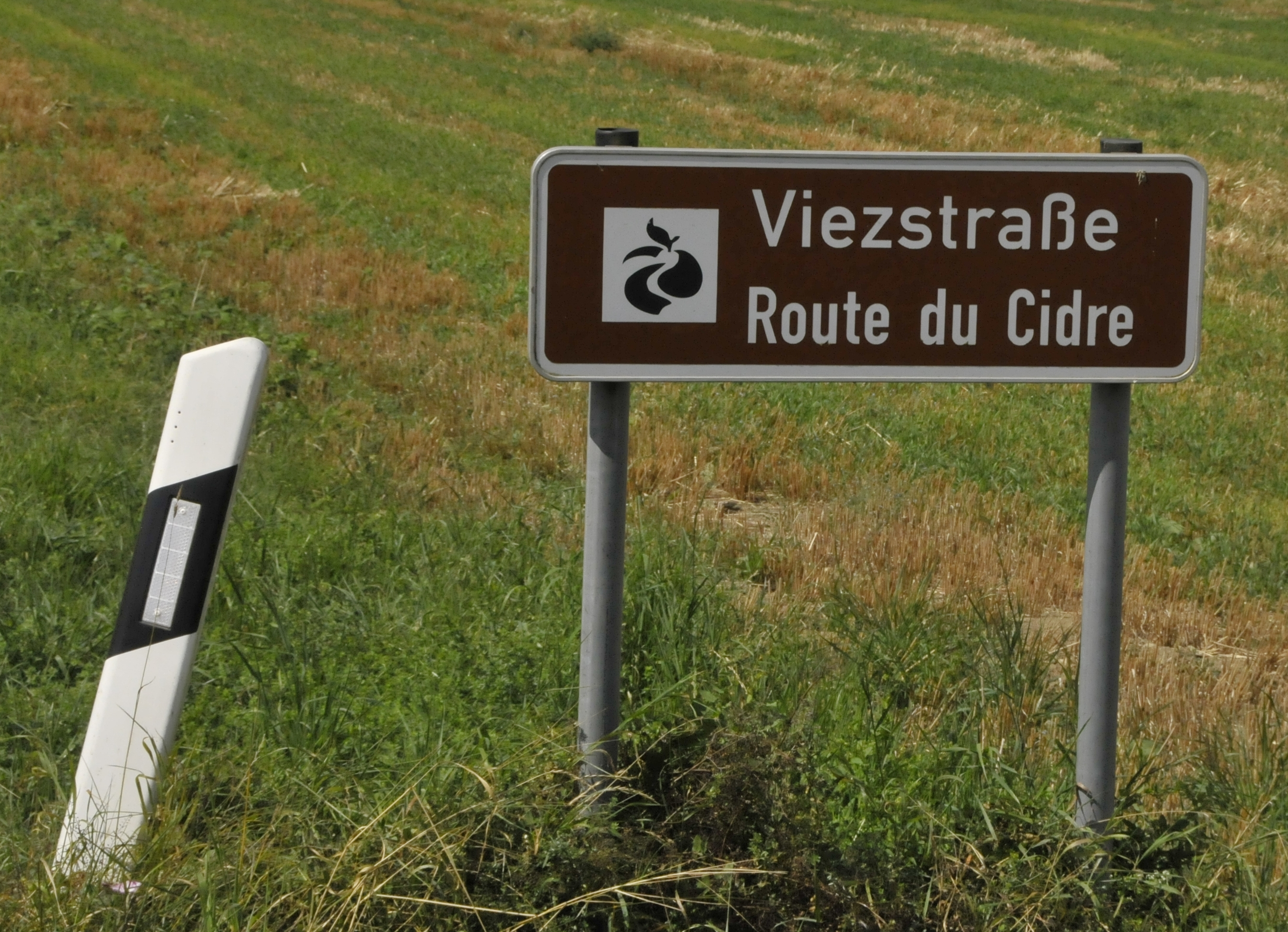
Hinweisschild zur Viezstraße

Die neu eingerichtete Viezstraße berührt in ihrem Verlauf alle Ortsteile der Ortsgemeinde Merzkirchen.

### Dorfkirche St. Martin
Die Martinskirche hat dem Dorf ihren Namen gegeben. Andere historische Bezeichnungen des Ortes waren Martinskirchen und Merteskirchen. Die Kirche wurde 1848/49 in Ost-West-Richtung errichtet, der Turm steht vor der westlichen Giebelwand der Kirche, der Chorraum mit dem Kreuzrippengewölbe bildet den östlichen Abschluss, die Kirche ist „geostet“. Sie wurde anstelle eines romanischen Vorgängerbaus erbaut. Das Kirchenschiff mit den Maßen 31,8 × 16,6 m wird betreten durch ein Portal an der Südseite unter dem ersten Fenster. Insgesamt wird das Innere des Schiffes durch je vier zweibahnige Fenster auf der Nord- und Südseite erhellt. Zu beiden Seiten des spitzbogigen Durchgangs vom Schiff zum Chor stehen in spitzbogigen Blendnischen Seitenaltäre. Der eingezogene, dreiseitig schließende Chor hat drei spitzbogige, zweibahnige Fenster. Die Glasgestaltung datiert von 1958/59. Die Untergliederung von Chor und Langhaus erfolgt durch eingestufte Strebepfeiler. Dem Turm ist ein achteckiges Glockengeschoss aufgesetzt, das in alle vier Himmelsrichtungen rundbogige Schallarkaden zeigt, die durch Holzjalousien verschlossen sind. Darüber ist ein hoher, achtseitig verschieferter Spitzhelm weithin zu sehen.
Auch die Martinskirche liegt am Jakobsweg, Sektion Trier–Perl. Ein Wegestein mit dem Symbol der Jakobsmuschel weist darauf hin.

### Weitere Sehenswürdigkeiten
- Alter Baumbestand auf dem Friedhof
- Durch den nördlichen und westlichen Teil des Gemeindegebiets von Merzkirchen verläuft die alte Römerstraße, Abschnitt Tawern-Palzem, die heute teilweise von der K 111 überbaut ist, aber an anderen Streckenabschnitten als Wander-, Rad- oder Feldweg dient. Ein Teil des Römerstraßenverlaufs, jedoch außerhalb der Gemeinde Merzkirchen, bildet den Kulturhistorischen Lehrpfad „Palzem-Wincheringen“.

## Unternehmen
Die folgenden Firmen haben ihren Sitz in Merzkirchen:
- Schreinerei Hoffmann
- Marys Destille (Edelbrände)